# Françoise Brion
Françoise Brion (Parigi, 29 gennaio 1933) è un'attrice francese.

## Filmografia parziale
- Donnez-moi ma chance, regia di Léonide Moguy (1957)
- Appuntamento con il delitto (Un témoin dans la ville), regia di Édouard Molinaro (1959)
- Katia, regina senza corona (Katia), regia di Robert Siodmak (1959)
- Le gattine (L'eau à la bouche), regia di Jacques Doniol-Valcroze (1960)
- La dolce età (Le bel âge), regia di Pierre Kast (1960)
- Tre femmine che scottano (Le Saint mène la danse), regia di Jacques Nahum (1960)
- Il magnifico detective (Comment qu'elle est?), regia di Bernard Borderie (1960)
- Le parigine (Les Parisiennes), registi vari (1962)
- La spiata (La dénonciation), regia di Jacques Doniol-Valcroze (1962)
- I caldi amori (Et Satan conduit le bal), regia di Grisha Dabat (1962)
- L'immortale (L'immortelle), regia di Alain Robbe-Grillet (1963)
- Codine, regia di Henri Colpi (1963)
- Confetti al pepe (Dragées au poivre), regia di Jacques Baratier (1963)
- Antologia sessuale (Vacances portugaises), regia di Pierre Kast (1963)
- Agente Ted Ross, rapporto segreto (El salario del crimen), regia di Julio Buchs (1964)
- Un mondo nuovo (Un monde nouveau), regia di Vittorio De Sica (1966)
- Le carte scoperte (Cartes sur table), regia di Jesús Franco (1966)
- La bionda di Pechino (La blonde de Pékin), regia di Nicolas Gessner (1967)
- Alexandre... un uomo felice (Alexandre le bienheureux), regia di Yves Robert (1968)
- Il bel mostro (Un beau monstre), regia di Sergio Gobbi (1971)
- Al otro lado del espejo, regia di Jesús Franco (1973)
- Il giorno del toro (Caravan to Vaccares), regia di Geoffrey Reeve (1974)
- Operazione Rosebud (Rosebud), regia di Otto Preminger (1975)
- Il sapore della paura (La traque), regia di Serge Leroy (1975)
- Dai sbirro (Adieu poulet), regia di Pierre Granier-Deferre (1975)
- Lettere a Emanuelle (Néa), regia di Nelly Kaplan (1976)
- Distanza zero (Le point de mire), regia di Jean-Claude Tramont (1977)
- Lo sconosciuto (Attention, les enfants regardent), regia di Serge Leroy (1978)
- The Frog Prince, regia di Brian Gilbert (1986)
- La mort mystérieuse de Nina Chéreau - film TV (1988)
- Isabelle Eberhardt, regia di Ian Pringle (1991)
- Il conte Max, regia di Christian De Sica (1991)
- Nelly e Mr. Arnaud (Nelly & Monsieur Arnaud), regia di Claude Sautet (1995)
- Kill by Inches, regia di Diane Doniol-Valcroze e Arthur K. Flam (1999)
- Pranzo di Natale (La bûche), regia di Danièle Thompson (1999)
- Le Divorce - Americane a Parigi (Le divorce), regia di James Ivory (2003)
- Travaux - Lavori in casa (Travaux, on sait quand ça commence...), regia di Brigitte Roüan (2005)
- Le premier jour du reste de ta vie, regia di Rémi Bezançon (2008)
- Conann, regia di Bertrand Mandico (2023)